# China (Texas)
China ist eine Stadt im Jefferson County im US-Bundesstaat Texas. Sie hat eine Fläche von 3,4 km². Das U.S. Census Bureau hat bei der Volkszählung 2020 eine Einwohnerzahl von 1.260 ermittelt.
Der Stadtname wird von den Chinaberry-Bäumen (Melia azedarach) abgeleitet.

## Geschichte
Im Jahr 1860 wurde die Bahnstrecke Texas and New Orleans Railroad fertiggestellt. In der Nähe einer Gruppe der Chinaberry-Bäume wurde ein Punkt der Wasserversorgung für die Dampfloks unter dem Namen China Grove errichtet. Im Jahr 1887 wurde dort ein Postamt eingerichtet. Nach seiner Schließung erfolgte die erneute Errichtung eines Postamtes, diesmal unter dem Namen China, im Jahr 1893.
Drei Kilometer östlich von China wurde der Ort Nashland gegründet, der es im Jahr 1900 auf 174 Einwohner brachte. Im Jahr 1906 wurden dorthin die Wasserversorgungsstelle und das Postamt verlegt. Da die Bahngesellschaft den Namen China behalten wollte, wurde der Ort umbenannt.
Im Jahr 1939 entdeckte man im Süden des Ortes Erdöl. Die Einwohnerzahl betrug am Anfang der 1950er Jahre ca. 200, Mitte der 1980er Jahre ca. 1.350, 1.144 im Jahr 1990 und 1.112 im Jahr 2000.